# Dividiculum
Een dividiculum, castellum, castellum divisorium, of castellum aquae was een Romeinse bouwwerk met een wateropslagtank waarin het water van grote bronnen werd verdeeld naar een waternetwerk.

## Algemene werking

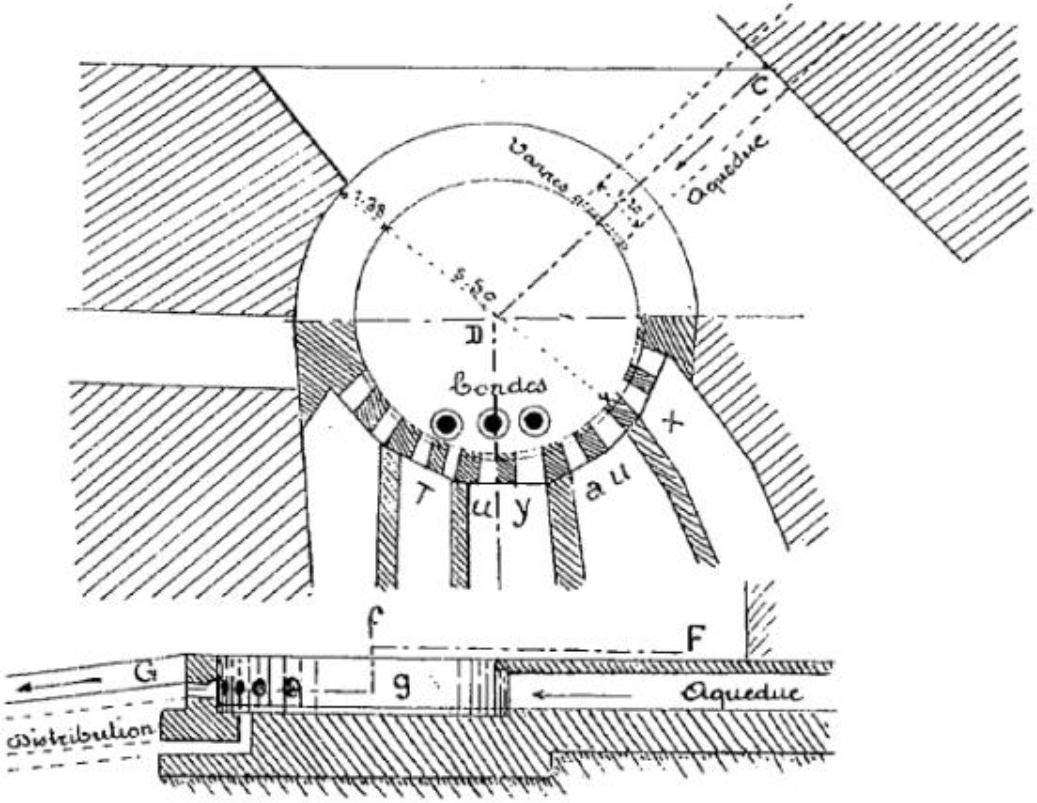
Distributiekamer van het Castellum divisorium te Nimes

Grote bronnen als Romeinse aquaducten hadden aan het eindpunt meestal een dividiculum om het water onder de stedelijke bevolking te verdelen. Het dividiculum stond altijd op een hoger punt dan de omgeving waaraan het water werd geleverd opdat het water met voldoende druk in het waternetwerk verdeeld werd. Het waternetwerk bestond veelal uit loden (fistulae plumbeae) of keramieke buizen (tubi fictiles) via welke het water werd geleid naar publieke (waaronder badhuizen, cisternen en fonteinen) en private tappunten, alsook kleinere castella.

## Hoofd-castellum

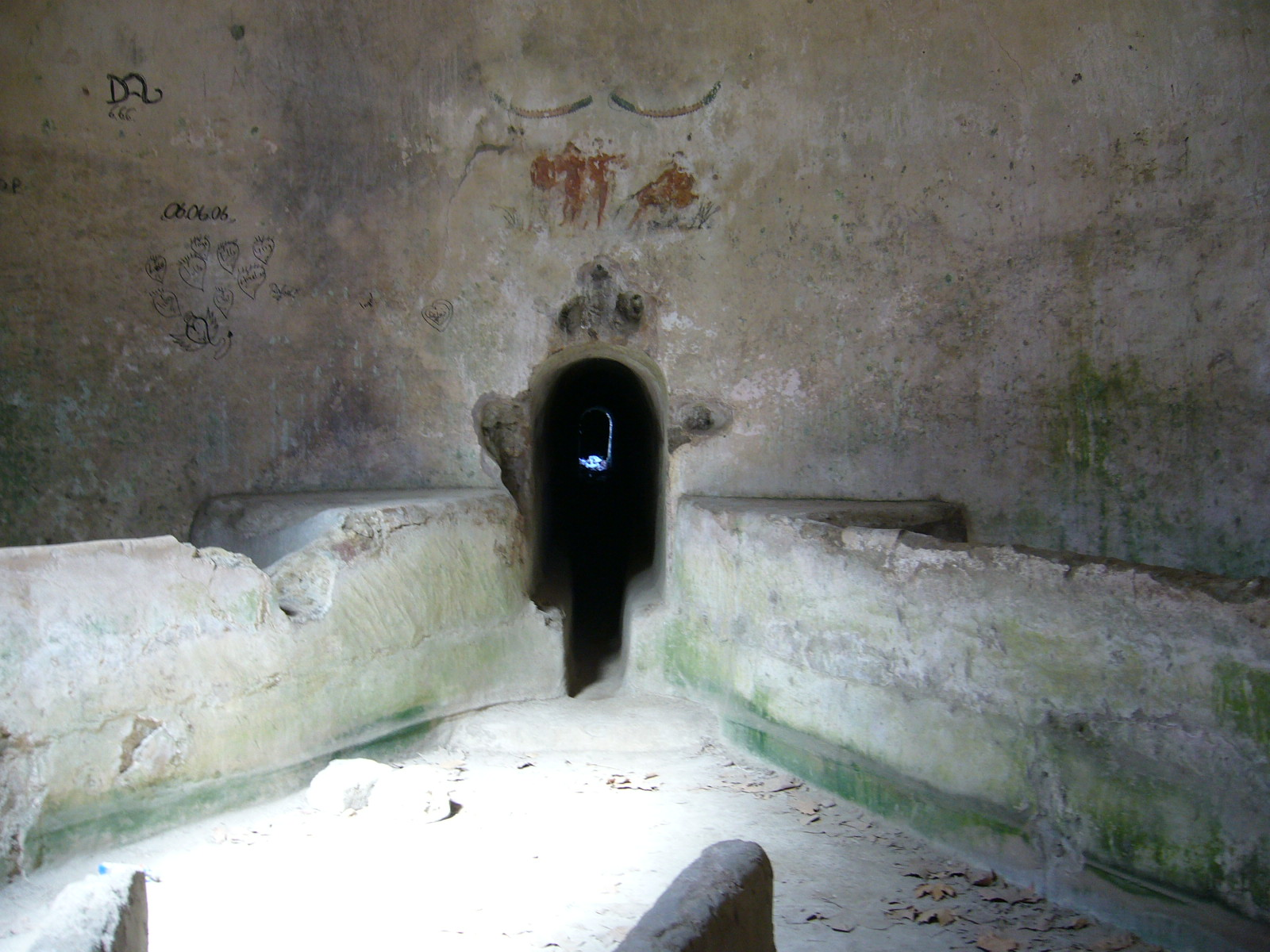
Een castellum aquae in Pompeii, van binnen gezien.

Het hoofd-castellum was veelal een monumentaal  gebouw. Zo is het castellum van Hadrianus in Athene versierd met Ionische zuilen, en het castellum van Evora in Portugal heeft de vorm van een ronde tempel. Het castellum bestond meestal uit een grote kamer, bekleed met hard cement (opus signinum); en had het een gewelfd dak gesteund door massieve zuilen. Het binnenstromende water werd in deze ruimte via een buizensysteem naar drie kleinere reservoirs geleid, waarbij de middelste reservoir alleen werd gevoed door de overloop van de andere twee. Van deze drie reservoirs voedden de twee buitenste de openbare baden en de particuliere huizen, en het middelste de openbare vijvers en fonteinen (lacus et salientes). Op deze manier werd, in geval van een tekort aan water, niets verspild aan secundaire functies als fonteinen.

## Meer lezen
- (en) Pompeii Castellum Aquae, water tower at Porta Vesuvio. Excavated 1902.. PompeiiinPictures (3 februari 2022). Gearchiveerd op 3 maart 2023.
- (en) Maria Monteleone  (2007). A review of Ancient Roman water supply exploring techniques of pressure reduction. Water Science & Technology Water Supply